# ارنفردینزدورف
شهر ارنفردینزدورف در ایالت زاکسن در کشور آلمان واقع شده است.